# Desana
Desana (Dzan-a in piemontese) è un comune italiano di 1 087 abitanti della provincia di Vercelli in Piemonte.

## Storia
Fu sede, dal 1510 al 1693, di una contea, feudo imperiale e sede di zecca, governata dalla famiglia Tizzoni

### Simboli
Lo stemma e il gonfalone municipale del comune di Desana sono stati concessi con decreto del presidente della Repubblica del 9 marzo 1982.
Il gonfalone è un drappo di azzurro.

## Monumenti e luoghi di interesse

### Architetture civili e militari
- Il Castello, costruito dai Vescovi di Vercelli per difendere il loro territori, risale al X secolo, fu poi conquistato da Arduino Marchese d’Ivrea. Il castello ebbe vita travagliata e complessa come tutta la zona, con molti passaggi di proprietà. Venne infine ricostruito ex novo nel 1840, per volere del biellese Vitale Rosazza, notaio ed imprenditore, padre del Senatore Federico Rosazza, nella forma attuale.
- Monumento ai Caduti della prima e seconda guerra mondiale è collocato nella piazza centrale del Paese. La scultura, è opera di Nino Campese di Casale e raffigura un soldato, con a fianco una donna, una fanciulla e sovrastato dalla Vittoria alata che poggia la mano sulla sua fronte ed innalza la fiaccola della pace.
- Il Municipio con la caratteristica torre campanaria in piazza castello.

### Curiosità
- Il tesoro di Desana, ritrovato in una villa tardo-romana costruita nel IV secolo, nelle campagne tra Desana e Trino  formato da un insieme di 51 oggetti preziosi, tra cui oggetti in oro, argento, pietre preziose, complementi di vestiario femminile e maschile, che testimonia l'evoluzione dell'arte orafa nell'Italia ostrogota e rappresenta una straordinaria traccia materiale delle élite italiane del V-VI secolo.[5]

https://www.giornalelavoce.it/news/blog/128837/il-tesoro-di-desana.html

## Società

### Evoluzione demografica
Abitanti censiti

## Infrastrutture e trasporti
Tra il 1878 e il 1949 Desana fu servita dalla tranvia Vercelli-Trino.
Attualmente è servita dalle linee extraurbane 60, 94 di Atap.